# Apostolska nunciatura v Nepalu
Apostolska nunciatura v Nepalu je diplomatsko prestavništvo (veleposlaništvo) Svetega sedeža v Nepalu.
Trenutni apostolski nuncij je Salvatore Pennacchio.

## Seznam apostolskih nuncijev
- Agostino Cacciavillan (30. april 1985–13. junij 1990)
- Giorgio Zur (13. avgust 1990–7. december 1998)
- Lorenzo Baldisseri (23. junij 1999–12. november 2002)
- Pedro López Quintana (8. februar 2003–10. december 2009)
- Salvatore Pennacchio (13. november 2010–danes)